# Hipalaga
Hipalaga je figura konstrukcije u kojoj se spajaju riječi koje se ne bi trebale spajati po gramatici ili pripadaju udaljenim područjima po smislu. Hipalaga je vrsta hiperbatona.

## Primjeri
- Žedan kamen
- Neuk grijeh
- Sretno jutro